# Павлов Борис Тимофійович
Павлов Борис Тимофійович (28 липня 1919 — 5 листопада 2002) — командир ланки 2-го дивізіону торпедних катерів бригади торпедних катерів Північного флоту, старший лейтенант. Герой Радянського Союзу (1944).

## Біографія
Народився 28 липня 1919 року у місті Усть-Каменогорськ у сім'ї службовця. Член ВКП/КПРС із 1944 року.
У Військово-Морському Флоті з 1938 року. У 1942 році закінчив Каспійське вище військово-морське училище імені С. М. Кірова в Баку.
У боях Німецько-радянської війни з травня 1942 року. Командир ланки 2-го дивізіону торпедних катерів бригади торпедних катерів Північного флоту, старший лейтенант Павлов Б. Т. до вересня 1944 потопив 2 транспорту і сторожовий корабель, брав участь у потопленні транспорту і 2-х самохідних барж противника.
Указом Президії Верховної Ради СРСР від 5 листопада 1944 року за бойові подвиги, виявлені в боях з німецько-фашистськими загарбниками, старшому лейтенанту Павлу Борису Тимофійовичу присвоєно звання Героя Радянського Союзу з врученням ордена Леніна та медалі «Золота Звезда».
Після війни продовжував службу у ВМФ. 1957 року закінчив Військово-морську академію. З 1974 року капітан 1-го рангу Б. Т. Павлов — у запасі.
Жив у місті Санкт-Петербург. Помер 5 листопада 2002 року. Похований на Серафимівському цвинтарі (Комуністичний майданчик) у Санкт-Петербурзі.